# Väckelsångs församling
Väckelsångs församling är en församling i Svenska kyrkan i Tingsryds pastorat i Njudung-Östra Värends kontrakt, Växjö stift i Tingsryds kommun. 
Församlingskyrkan, Väckelsångs kyrka byggdes 1826-1828 i nyklassisk stil och ersatte en äldre stenkyrka.

## Administrativ historik
Församlingen har medeltida ursprung. År 1590 bildades Tingsås församling som kapellag för att utbrytas före 1636.
Församlingen var till 1879 moderförsamling i pastoratet Väckelsång, Tingsås och Uråsa, från 1879 med bara Uråsa som annexförsamling. Från 1961 var den moderförsamling för Uråsa och Jäts församlingar. Från 1992 bildade den åter pastorat med Tingsås för att 2010 uppgå i Tingsryds pastorat.

## Kyrkoherdar
| Ämbetstid | Namn                        | Levnadstid   | Övrigt |
| --------- | --------------------------- | ------------ | ------ |
| 1427      | Folke                       |              |        |
| 1431-1440 | Thorgisle Bengtsson         |              |        |
| 1477      | Eskil Pedhersson            |              |        |
|           | Ingemarus (Petri)           |              |        |
| 1555-1565 | Peder S.                    | -1565        |        |
| 1565-1602 | Hans Jönsson                | -1602        |        |
| 1602      | Lars                        | -1602        |        |
| 1602-1623 | Magnus Nicolai              |              |        |
| 1624-1657 | Arvidus Tiderus             | ca 1590-1657 |        |
| 1658-1673 | Daniel Lundebergius         | 1605-1673    |        |
| 1675-1684 | Gabriel Lundeberg           | -1684        |        |
| 1684-1727 | Johannes Kankel             | ca 1655-1734 |        |
| 1727-1741 | Cornelius Osaengius         | 1679-1741    |        |
| 1742-1769 | Jonas Osander               | 1699-1769    |        |
| 1769      | Johannes Lundahl            | 1716-1769    |        |
| 1770-1783 | Petrus Lundelius            | 1724-1783    |        |
| 1783-1804 | Daniel Stocke               | 1739-1804    |        |
| 1807-1811 | Samuel Colliander           | 1766-1811    |        |
| 1812-1826 | Anders Wickelius            | 1766-1826    |        |
| 1827-1840 | Johannes Wieslander         | 1785-1840    |        |
| 1843-1877 | Nils Lindgren               | 1803-1877    |        |
| 1877-1898 | Carl Johan Tidander         | 1815-1898    |        |
| 1898-1925 | Carl Gustaf Wiktor Prinzell | 1843-1925    |        |
| 1926-     | Lamech Teodor Wallin        | 1883-        |        |